# Cartulaire de l'Église d'Apt

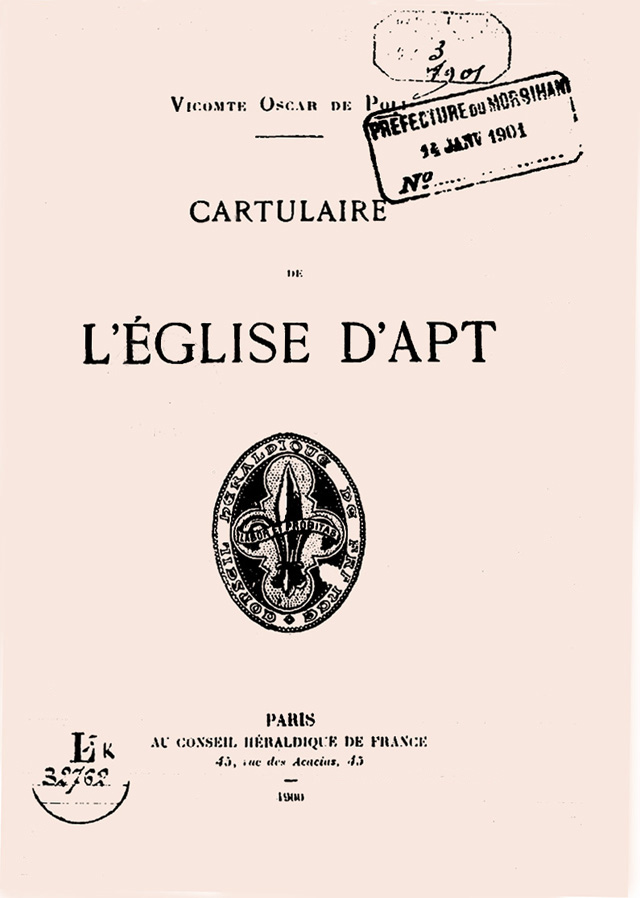
Édition du cartulaire de l'Église d'Apt par Oscar de Poli, 1900.

Le Cartulaire de l’Église d’Apt (IXe siècle – XIIe siècle), est un cartulaire rédigé en latin qui comprend cent vingt-huit chartes datées entre 835 et 1125 dont cinquante-quatre antérieures à l’an mille. 

## Le manuscrit et ses copies
Le manuscrit original rédigé vers 1135 était conservé initialement dans le Trésor de l’église d’Apt. Au XVIIe siècle, il arriva entre les mains de Pierre-Marc-Antoine Grossy (1604-1687), le prieur de Lioux, et disparut. Heureusement des copies en avaient été faites dont une par le jésuite Jean Columbi (1592-1679), et deux par l’historien d’Apt, Joseph-François de Rémerville de Saint-Quentin (1650-1730).
Ces copies se trouvent archivées actuellement à la :
- Bibliothèque nationale de France (cote 306, cote Latin 17 674 et 17 778)
- Bibliothèque municipale de Marseille (cote 1495)
- Bibliothèque municipale de Lyon (cote 193)
- Bibliothèque municipale de Grenoble (cote 10 042, R 10 040, R 10 041 et R 10 067)
- Bibliothèque Inguimbertine de Carpentras (cote 553, 2 166, n° 1 654 et 1 655)
- Bibliothèque municipale d’Apt (n° 1)

Le Cartulaire a été édité en 1967 dans la collection Essais et travaux de l’Université de Grenoble par la librairie Dalloz de Paris. Son introduction, ses commentaires et ses notes sont dus à Noël Didier, Henri Dubled et Jean Barruol.

## Le contenu des chartes
Le Cartulaire est un recueil d’actes concernant les dons faits à l’église Sainte-Marie-et-Saint-Castor d’Apt, des contrats de complants, essentiellement pour la vigne, et des actes privés entre particuliers. De plus il donne des indications très précises sur l'histoire du droit et des institutions qui ont régi le pays d'Apt durant ces quatre siècles du haut Moyen Âge.  

### LePagus Aptensisdu haut Moyen Âge
Pays des hommes libres, il n’y a plus de serfs dans cette partie occidentale de la Provence. Henri Dubled, dans son étude sur le droit et les institutions (p. 33 à 62), démontre ce fait en expliquant pourquoi lors des héritages ou partages, dans les premiers actes on différencie encore honor et alleu, puis comment ces deux termes sont confondus à la fin du Cartulaire. 
Hommes et femmes vivent cependant sous une double tutelle : celle du comte et de ses fidèles, celle de l’évêque et de son chapitre. 
Le pays d’Apt est un comté (Comitatus Aptensis) dont les actes du Cartulaire nous révèlent certains noms entre 896 et 1100 : Thibert (Teutbert), Griffon, Abellon Pulverel ou Milo Montan. Quant à l’évêque, il jouit d’une place dominante dans son episcopatus ou diocesis. En 991, il va encore étendre son pouvoir avec la constitution d’un chapitre cathédral composé de douze chanoines (Charte XLII). 
Durant la période historique que couvre le Cartulaire, la population vit, travaille et demeure dans des lieux bien identifiés et distincts. Il y a d’abord la civitas (Apt), siège du double pouvoir du comte et de l’évêque. Cependant la plus grande partie habite aux alentours dans des locus ou des villæ.
Un important changement intervient dès la fin du XIe / début du XIIe siècle, avec l’apparition de castrum et de castellus. Ces lieux fortifiés se substituent à ceux qui avaient été construits pour résister aux raids des Sarrasins. Les Chartes X, XI et XLII sont particulièrement consacrées aux ravages que leurs hordes ont commis en pays d’Apt durant tout le Xe siècle. 
Cette période d’intenses conflits va mettre en place un nouveau type de rapports sociaux. Apt entre de plain-pied dans la féodalité avec l’apparition du fief (feodum). La charte XVIII, datée vers 1120, donne un exemple des relations qui s’instituent entre vassaux et suzerain. Guiran et son frère Bertrand jurent fidélité à leur oncle Laugier d’Agoult, évêque d’Apt, qui leur confie en bien viager un de ses châteaux de Saignon. Ils en deviennent châtelains avec la charge d’en assurer la garde et la défense. En compensation, ils jouissent des biens, terres et vignes rattachés à leur fief.

### Le vignoble du pays d’Apt entre leIXeet leXIIesiècle
Le vignoble tient une place très importante puisque plus de cinquante chartes ont trait uniquement à la vigne, à sa plantation, à ses façons culturales ou à sa propriété.
- En 897, alors qu’il vit retiré au monastère de Carpentras, Louis III l'Aveugle, roi de Provence, à la demande du comte Thibert d’Apt, donne à l’église Sainte-Marie-et-Saint-Castor d’Apt le monastère de Saint-Martin-de-Castillon avec ses vignobles et deux églises (C. VI).

- En 909, Rostaing, primat de Bourgogne, premier vicaire des Gaules et archevêque d’Arles (869-913), donne à l’église d’Apt sa villa de Fastignane et ses vignes sises au confluent du Calavon et de la Dôa (C. VIII).

- En 931, Garibald et son épouse Aviorda, donne à l’église cathédrale d’Apt deux vignes situées près des rives du Calavon (quartier Viton). Il est précisé que la première est un enclos de vignes hautes palissées sur des noyers et des saules, tandis que la seconde est une vigne basse (C. XV).

- En 960, dans un acte privé, Ema, fille du noble Samuel, donne une vigne non cultivée (vinea erma) à Silvolas, au sud de Roussillon, et une vigne cultivée (vinea culta), au nord de Gargas (C. XX).

- En 988, Teudéric (Thierry), évêque d’Apt, concède à Allard et à son épouse Auzille, une terre pour une durée de sept ans avec charge de bien planter, provigner et mener avec ardeur le vignoble. Passé ce temps, l’évêque en récupérera la moitié et le couple restera propriétaire de l’autre (C. XXXVIII).

- En 997, le même évêque concède, contre compensation et en contrat de précaire, au noble Samuel et à son épouse Bélildis, une dîme sur les terres et vignes de Croagnes, hameau de Saint-Saturnin-lès-Apt, et de Clavaillan, hameau de Roussillon (C. XLVI).

- En 1097, Autran, qui part pour la première croisade, donne à l’église d’Apt une vigne. S’il meurt en Terre Sainte, il lui léguera en plus l’équivalent de 700 litres de vin (C. XCVI).

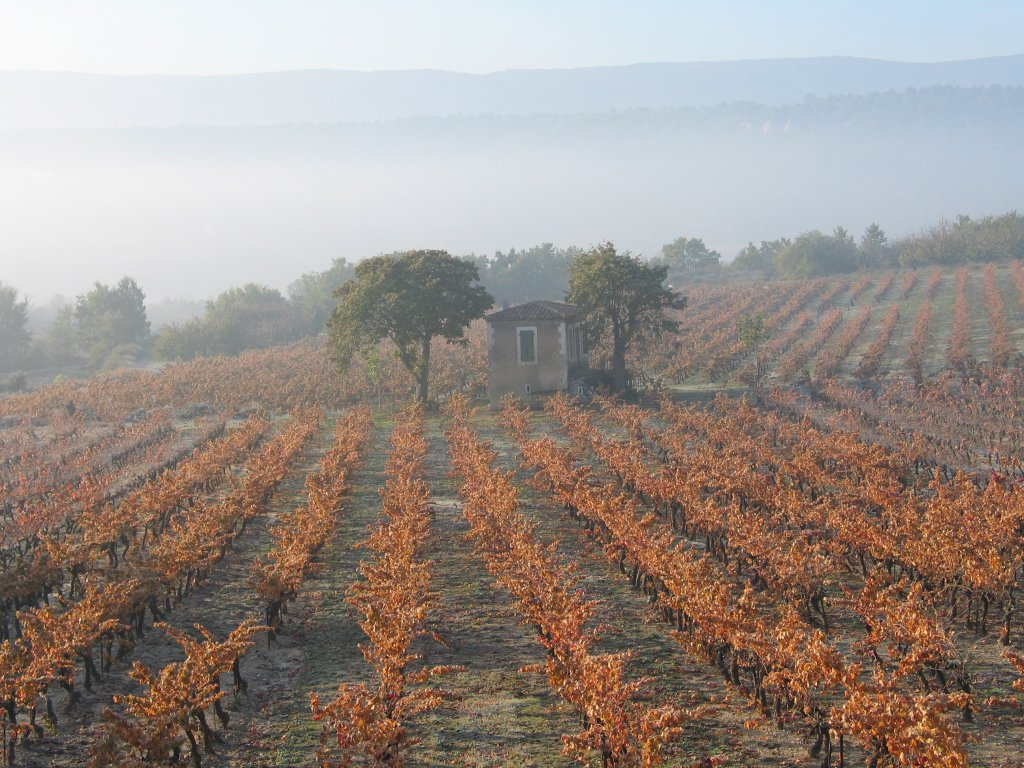
Vignoble en pays d'Apt.

- En 1110, le chapitre de l’église d’Apt baille à Guillaume Robert et à ses fils la Volta del Molin afin qu’ils y plantent une vigne. Au bout de dix ans, trois parts du vignoble resteront leur propriété, la quatrième reviendra aux chanoines (C. CXII).

Certains de ces vignobles sont identifiés par un nom :  
Entre 966 et 972, deux vignes sous Bonnieux sont désignées sous les noms d’Airavedra et de Rohlannada (C. XXII). La villa Calmejane, au sud-est d’Apt, possède un vignoble appelé Murra (C. XXXVII). Une vigne sise sur le terroir de Joucas porte le nom de Ruvoria (C. LXXXI). 
À la fin du XIe siècle, Girard Théoric fait dresser la liste de ses biens. Il est propriétaire de champs, prés, jardins, ferrages et condamines et de trois vignes qui sont appelées Fraxenete, Balsana et Puy-Gibaud (C. CIII). Pour la même période, l’église Saint-Pierre d’Agnane, près de Saint-Saturnin-lès-Apt, possède dans sa manse deux vignobles dénommés Galburgis et Cavalera (C. CIV).
Ces parcelles de vigne reçoivent un nom dans le même temps que les familles commencent à être désignées par un patronyme.

### Les prénoms et les noms de famille
Étalés sur quatre siècles, les actes du cartulaire permettent de suivre l’évolution des prénoms et surtout l’apparition des noms de famille. 	
Pour les femmes, en particulier, très peu de prénoms sont d’origine chrétienne. À part Raymonde, mère de dom Mayeul, quatrième abbé de Cluny, on trouve vers 952-958, une Indulgarde, mère de Castus, évêque de Gap (C. XIX), une Teucinde, tante de Mayeul, fondatrice de l’abbaye Saint-Pierre de Montmajour (C. XXXIX), une Inaurs, épouse de Humbert, seigneur de Caseneuve et neveu de l'abbé (C. LX) ainsi que des Amancia et Rixende, respectivement mère et épouse de Rambaud II de Nice, vers 1113 (C. CXIII et CXIV). 
Quant aux patronymes, si l’on exclut le premier acte noté comme datant de 835 qui est un faux rédigé vers la fin du XIe / début du XIIe siècle par un clerc qui signe Rotmarus Heros, ils n’apparaissent qu’à la fin du Xe siècle. 
Le premier en date désigne un Johannes Barba, signataire d’une donation faite par l’évêque Nartold, le 19 décembre 983 (C. XXX). Ces noms vont se fixer dans le courant du XIe siècle. Parmi les exceptions notables, un peu avant 1048, un acte cite Alarici Pagensis, Alaric le païen, un descendant de Sarrasins restés en Provence, dont le qualificatif dérivera ensuite vers un nom de famille du type de Payan ou Payen (C. LXXVII).

## La famille de dom Mayeul, quatrième abbé de Cluny

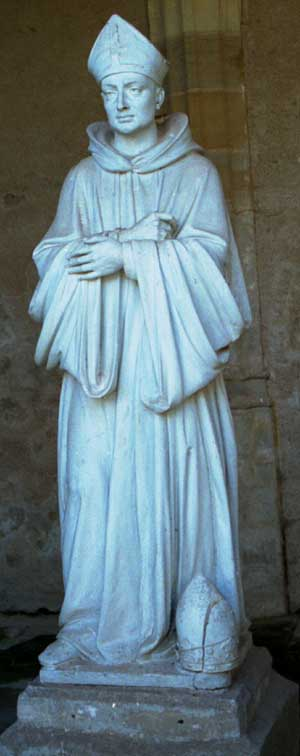
Mayeul, abbé de Cluny, bienfaiteur de l'Église d'Apt.

Dom Mayeul, ce prince de la vie monastique – l’expression est de son successeur Odilon – fut à la fois un fin lettré, un grand seigneur féodal et un politique avisé. Tout au long de son abbatiat son influence fut primordiale. Il la devait, tout d’abord, à son milieu familial. Sa branche paternelle avait fourni au Royaume d’Arles les comtes et les vicomtes de Provence et la maternelle ceux de Narbonne puis de Bourgogne. 

### De Mâcon à Apt

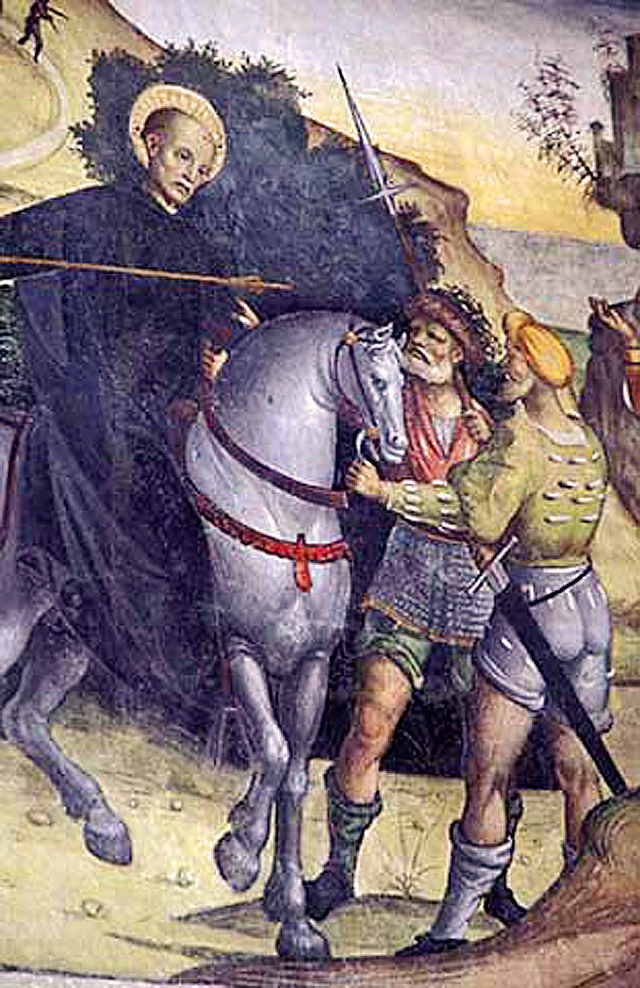
Mayeul face à deux lansquenets. Cycle sur la vie de saint Mayeul, fresque de Bernardino Lanzani (vers 1507). Pavie (Lombardie), Cappella di San Maiolo.

Jean Barruol, en comparant, le cartulaire de Cluny à celui d’Apt a pu reconstituer l’origine et l’état de ses familles paternelle et maternelle du Xe au XIIe siècle. Il indique d’ailleurs que la plus grande partie des personnages du cartulaire d’Apt appartiennent à cette Maison. Cette version est cependant remise en cause, notamment par Eliana Magnani Soares-Christen, historienne spécialiste du Moyen Âge occidental.
Selon cette hypothèse, Robert 1er, arrière-grand-père paternel de l'abbé de Cluny, en 852, possède une partie du Pagus Albionis (Apt, C. XI et Cluny, C. 1071). Son père Fouquier/Foucher de Valensole, en 909, épouse à Avignon, Raymonde (Cluny, C. 105). Cette dernière pourrait être issue de la famille vicomtale de Narbonne. Le couple eut au moins deux fils dont Eyric, frère aîné de Maïeul/Mayeul.
Raynouard 1er de Saignon (Apt, C. XIII, XV, XVI, et Cluny, C. 105) est le frère cadet de Foucher, le père de dom Maïeul et d'Eyric. Raynouard - dit encore Raynald – meurt vers 960. Il est le héros des chansons de geste « Guillaume le Libérateur » et « Alyscamps » où il est décrit comme un géant doué d’une force prodigieuse. Sa notoriété fut telle que Dante le plaça dans son « Paradis » aux côtés de Roland et de Charlemagne. 
Du côté maternel, selon la tradition, son grand-père Mayeul II (Cluny, C. 697), devient vicomte dans le Mâconnais, et son grand-oncle Albéric 1er, comte de Mâcon (Cluny, C. 432).

### Leurs villæ en pays d’Apt et en Provence
Au Xe siècle, Foucher II, est propriétaire d’immenses domaines. La plus grande concentration de ceux-ci se trouve en pays d’Apt, berceau de la famille. Les historiens y ont dénombré plus de cent villæ lui ayant appartenu. 
Ce qui permet au jeune Mayeul, à son entrée à Cluny, de faire don à l’abbaye de douze villæ autour d’Apt, avec leur église, leurs champs, leurs bois et leurs vignes. C’est la dîme sur son héritage. Par ailleurs, le cartulaire de Cluny montre que sur le patrimoine de Foucher, son fils aîné Eyric et ses enfants payeront aussi la leur en cédant à l’abbaye bourguignonne deux villæ en pays d’Aigues, deux autres près de Sisteron, huit autour de Riez et Valensole, et après l’expulsion des Sarrasins, neuf villæ et sept menses dans le diocèse de Fréjus. 
Quand, en 992, Humbert, fils d’Eyric, quitte la Bourgogne et retourne en pays d’Apt, il récupère tous les biens familiaux dont certains avaient été accaparés par des branches cadettes. Il ne revint pas seul mais accompagné par ses frères et sœurs ainsi que par un certain nombre de ses cousins bourguignons qui vont constituer sur place les maisons de Reillanne et de Castellane.